# 128-я стрелковая дивизия
128-я Псковская Краснознамённая стрелковая дивизия — воинское соединение РККА ВС Союза ССР в Великой Отечественной войне.
Формирование входило в состав действующей армии в период Великой Отечественной войны:
- с 22 июня 1941 года по 18 сентября 1944 года;
- с 5 января по 11 мая 1945 года.

## История

### 1939 — 1940
Стрелковая дивизия была развёрнута на территории Омской области (город Ишим) на базе 311-го стрелкового полка 65-й стрелковой дивизии в августе 1939 года.
Формирование приняло некоторое участие в конце Зимней войны. 128-я дивизия некоторое время входила в состав 14-го стрелкового корпуса. Действовал корпус на Лоймольском направлении.

### 1941
На 21 июня 1941 года занимает район Лозьдзее, Сэрзе, Симно (Симнас). Штаб дивизии располагался лес в 5 километров западнее Сэрзе. Собственно на границе развернулись только 2-й батальон 374-го стрелкового полка и 741-й стрелковый полк. 292-й артиллерийский полк расположился на подступах к Сэрзе. Разведывательный батальон находился намного восточнее Сэрзе.
Попала под удар войск 3-й танковой группы (в общем около 600 танков) вместе с одним полком из 188-й стрелковой дивизии на 50-километровом участке и на 9.35 22 июня 1941 года о дивизии было известно, что она большей частью окружена, точных сведений о её состоянии не было. Последним сообщением, которое приняли на узле связи 11-й армии в 9.00, была телеграмма: «Немецкие танки окружили штаб». В общем, в боевых сводках конца июня 1941 года повторяется фраза «положение неизвестно».
22 июня четырнадцать красноармейцев из состава 533-го стрелкового и 292-го артиллерийского полков, отступив из Симнаса, заняли круговую оборону на господствующей высоте. Все защитники высоты погибли, сдавшихся и бежавших не было. Местные жители похоронили погибшего последним младшего сержанта Владимира Фёдоровича Смирнова, водителя 292-го артиллерийского полка, отдельно. После войны местные школьники нашли в его могиле пластмассовый медальон, в котором был не только формуляр с личными данными, но и полуистлевшая записка, которую также удалось прочесть: 22 июня 1941 г. Погибаем. Остался я — Смирнов В. и Восковский. Скажите маме. Сдаваться не будем.
С начала июля 1941 года судьба дивизии становится весьма запутанной:
- Во-первых, в начале июля стрелковая дивизия под номером 128 формируется в Пушкинских Горах совершенно заново, в составе 1-го и 2-го стрелковых полков и 482-го артиллерийского полка;
- Во-вторых, некоторая часть личного состава дивизии, разгромленной на границе, вышла в район Полоцка, затем Витебска, где ей к утру 3 июля 1941 был отведён участок обороны в полосе 22-й армии, и вышестоящему командованию было доложено о выходе дивизии, сохранившей также номер 128;

Личный состав дивизии 22-й армии с 5 июля 1941 года должен был быть передан во вновь сформированную дивизию в Пушкинских Горах, однако он до неё не добрался, будучи «раздёрганным» по разным частям и группам 24-го и 65-го стрелковых корпусов. Таким образом, фактически можно считать что с июля 1941 года дивизия действует вторым формированием.
В течение девяти дней дивизия упорно обороняет Пушкинские Горы, где попадает в окружение, выходит из него и затем ведёт боевые действия в районе станции Сущево. На 8 июля 1941 года в ней было 1771 штыков, 6 полевых орудий, 10 противотанковых орудий, 15 миномётов и 1 бронеавтомобиль, на 15 июля 1941 года, насчитывая 1738 человек личного состава, вошла в состав 65-го стрелкового корпуса, будучи усиленной 806-м стрелковым полком, 4 батареями 682-го лёгкого артиллерийского полка и 217-м отдельным дивизионом противотанковой обороны из состава прибывшей 235-й стрелковой дивизии.
В конце июля 1941 года весь личный состав дивизии был передан в 21-й механизированный корпус, а командование убыло в район Шимска, где дивизия в районе села Медведь снова была сформирована заново, в основном из местного населения, с комсоставом, состоящим на 70-80 % из запасников. Таким образом фактически составилось третье формирование дивизии.
По формировании заняла позиции на левом фланге Лужского рубежа, на новгородском направлении в районе Шимска вместе с 1-й отдельной горнострелковой бригадой. С началом немецкого наступления в течение трёх дней, с 10 по 12 августа 1941, отражает атаки трёх пехотных дивизий, и с 12 августа 1941 года начала отход на север, к Батецкой, затем отступает в направлении Чудово — Любань и далее к Шлиссельбургу. Всякое управление полками дивизии штабом было потеряно: да и самого штаба уже не фактически не было. Командир дивизии и начальник артиллерии были ранены и эвакуированы, начальник штаба — легко ранен, о месте нахождения комиссара дивизии никто ничего не знал. На 21 августа 1941 года находится между населёнными пунктами Своряницы, совхоз Волхово. На южной оконечности Ладожского озера в начале сентября 1941 года вошла в состав 54-й армии и фактически формируется заново — уже в четвёртый раз.
В сентябре 1941 года она заняла оборону южнее Ладожского озера на 10-километровом участке от деревни Липки на берегу Ладожского озера и на юг до Гонтовой Липки, в 13 километрах от Невы. На 2 октября 1941 года держала оборону на рубеже Липка, озеро Глухое в 2 километрах северо-западнее Гайтолово, имея левым соседом 4-ю гвардейскую стрелковую дивизию и до января 1943 года дивизия, ведя наступательные и оборонительные бои, находилась на этом участке обороны, многократно пытаясь прорвать оборону и выйти к Неве с востока. Штаб дивизии находился в деревне Назия

### 1942
В августе 1942 года дивизия принимала участие в Синявинской наступательной операции. В ходе неё дивизия обеспечивала оборону фронта всей 8-й армии от Ладожского озера до места прорыва близ Синявино, предприняв ограниченное наступление на Рабочий посёлок № 8 (взяв его на третий день операции), и безуспешно штурмуя Липки.

### 1943
В январе 1943 года участвует в прорыве блокады, наступала практически по берегу Ладожского озера, завязав бои за опорный пункт в деревне Липки, также продвигаясь к Рабочему посёлку № 4. Однако южнее Липок наступление дивизии захлебнулось, будучи остановленное мощным огнём из покрытых снегом немецких бункеров, расположенных на кладбище на вершине холма на правом фланге дивизии. К 18 января 1943 года дивизия сумела овладеть Липками.
До августа 1943 года ведёт постоянные бои за Синявино. В июле 1943 года передана в 67-ю армию и в её составе участвует во Мгинской операции, наступая от Невы на Мгу.

### 1944
В ходе операции дивизия перешла в наступление с войсками армии 21 января 1944 года, преследуя отступающие из района Мги войска противника, затем в конце января 1944 года дивизия передана в 42-ю армию, проследовала до Луги, затем через Гдов проследовала к Пскову.
14 февраля 1944 года сменила части 90-й стрелковой дивизии на острове Пийрисаар, на Псковском озере. Продвигаясь с боями вдоль берегов Тёплого и Псковского озёр, дивизия в первых числах марта 1944 года подошла к сильно укреплённому узлу линии «Пантера» в районе деревень Жидилов Бор — Молгово — Обижа. В ходе продвижения 6 марта 1944 года дивизией была освобождена деревня Толбица. С 8 марта 1944 года дивизия приступает к штурму укреплённой линии и до 15 марта 1944 года безуспешно взламывает вражеские укрепления, неся очень большие потери: например к исходу 10 марта 1944 года только 533-й стрелковый полк потерял 207 человек убитыми и 198 — ранеными. Вновь переходит в наступление 31 марта 1944 года на Черском направлении. Дивизии удалось прорвать полосу вражеских укреплений на правом болотистом берегу реки Многи и продвинулись вперед на 8 километров, но в глубине обороны дивизия была остановлена Активное наступление продолжалось до 4 апреля 1944 года.
В ходе операции дивизия, очистив от врага юго-восточную часть Пскова должна была форсировать Великую и захватить плацдарм на Завеличье.
Развернулась в восьми километрами восточнее Пскова. Первый эшелон составляли правофланговый 533-й стрелковый полк (напротив деревень Лажнево и Клишево) и левофланговый 374-й стрелковый полк (напротив деревень Горнево и Бердово). 741-й стрелковый полк (без первого батальона, выделенного в резерв командира дивизии) находился во втором эшелоне.
С 22 июля 1944 года наступает непосредственно на Псков, ведя бои с арьергардами отходящего противника. 374-й стрелковый полк первым завязал бои на улицах города и к 10-00 начал переправу на западный берег реки Великая в черте города, к 11-00 захватив плацдарм. В переправе стрелковые части поддерживал, в том числе, 122-й миномётный полк.
Из доклада командира дивизии генерал-майора Д. А. Лукьянова:
«Псков был превращен противником в мощный узел сопротивления. В зданиях установлены пулеметные точки, в фундаментах домов оборудованы дзоты и доты. Улицы и большая часть домов заминированы. Подразделения полка с ходу начали штурм города. Вперед были выдвинуты штурмовые группы, которые быстро и умело обезвреживали минные поля… За штурмовыми группами следовала пехота… Артиллеристы огнём прямой наводки уничтожали огневые точки противника. К 9.00 22 июля восточная часть Пскова была очищена от противника и наши подразделения вышли на берег реки Великой».
23 июля 1944 года стрелковые полки дивизии в полном составе переправились на западный берег, и в этот же день Псков был освобождён. Полки дивизии форсировали Великую в разных местах: 533-й стрелковый полк двумя ротами — южнее железнодорожного моста и в районе Корытово, 741-й стрелковый полк — близ Профсоюзной улицы.
26—28 июля 1944 года ведёт бои за населённый пункт Дэмиш в 16 километрах северо-западнее города Жигуры. Остановилась в наступлении на юго-западной окраине Псковского озера.
Перед операций была снята с передовой и отведена на восточный берег Псковского озера. В середине августа 1944 года должна была быть задействована вторым эшелоном десантной операции на Тёплом озере, однако удачное для советских войск развитие событий, позволило не вводить дивизию в бой, хотя она и была переправлена через Тёплое озеро. Введена в бой уже под Тарту, в освобождении которого приняла участие 25 августа. На 27 августа 1944 года ведёт бои у села Вазула в Тартуском районе, севернее Тарту отражая танковые контратаки. На подступах к Тарту дивизия отражает активные атаки противника до 7 сентября 1944 года. 18 сентября 1944 года дивизия была выведена в резерв.

### 1945
В начале января 1945 года дивизия находится в район Пшедбужа (Польша), в составе 21-й армии, составляющей второй эшелон 1-го Украинского фронта. 21-я армия на первом этапе операции продвигалась вслед за наступающими войсками первого эшелона фронта, и была введена в активное наступление только 17 января 1945 года. Дивизия наступает в направлении Тарновске Гуры — Глейвиц, 24 января 1945 года участвовала в освобождении Глейвица, после чего дивизия в составе армии была переброшена севернее Оппельна, на рубеж Одера, который дивизия форсирует и 6 февраля 1945 года участвует в освобождении Бжега, затем ведёт напряжённые бои за расширение плацдарма на реке Одер в том районе.
С 9 марта 1945 года дивизия наступает из района восточнее Гротткау, наступая на Фалькенберг и затем на Нейссе, окружая оппельнскую группировку противника и вышла в предгорья Судет
С 7 мая дивизия перешла в наступление на Прагу и к 10 мая 1945 года вышла к Яромержу, где и закончила войну

## Состав
- управление
- 374-й стрелковый полк
- 533-й стрелковый полк
- 741-й стрелковый полк
- 292-й артиллерийский полк
- 481-й гаубичный артиллерийский полк (до 11.09.1941)
- 251-й отдельный истребительно-противотанковый дивизион
- 349-я зенитная батарея (260-й отдельный зенитный артиллерийский дивизион) (до 01.02.1943)
- 391-й миномётный дивизион (с 02.11.1941 по 05.11.1942)
- 119-я отдельная разведывательная рота (119-й разведывательный батальон)
- 148-й отдельный сапёрный батальон
- 212-й отдельный батальон связи (212-я отдельная рота связи)
- 132-й отдельный медико-санитарный батальон
- 267-я (207-я) отдельная рота химический защиты
- 215-я автотранспортная рота (76-й автотранспортный батальон)
- 332-я полевая хлебопекарня (116-й полевой автохлебозавод)
- 492-й дивизионный ветеринарный лазарет
- 48687-я (54-я) полевая почтовая станция
- 5473-я (655-я) полевая касса Государственного банка

## В составе
| Дата            | Фронт (округ)                                              | Армия                                     | Корпус                  | Примечания |
| --------------- | ---------------------------------------------------------- | ----------------------------------------- | ----------------------- | ---------- |
| 22.06.1941 года | Северо-Западный фронт                                      | 11-я армия                                | -                       | -          |
| 01.07.1941 года | Северо-Западный фронт                                      | 11-я армия                                | -                       | -          |
| 10.07.1941 года | Северо-Западный фронт                                      | 27-я армия                                | 24-й стрелковый корпус  | -          |
| 01.08.1941 года | Северо-Западный фронт                                      | Новгородская армейская оперативная группа | 16-й стрелковый корпус  | -          |
| 01.09.1941 года | Ленинградский фронт                                        | 48-я армия                                | -                       | -          |
| 01.10.1941 года | Ленинградский фронт                                        | 54-я армия                                | -                       | -          |
| 01.11.1941 года | Ленинградский фронт                                        | 54-я армия                                | -                       | -          |
| 01.12.1941 года | Ленинградский фронт                                        | 54-я армия                                | -                       | -          |
| 01.01.1942 года | Ленинградский фронт                                        | 54-я армия                                | -                       | -          |
| 01.02.1942 года | Ленинградский фронт                                        | 8-я армия                                 | -                       | -          |
| 01.03.1942 года | Ленинградский фронт                                        | 8-я армия                                 | -                       | -          |
| 01.04.1942 года | Ленинградский фронт                                        | 8-я армия                                 | -                       | -          |
| 01.05.1942 года | Ленинградский фронт (Группа войск Волховского направления) | 8-я армия                                 | -                       | -          |
| 01.06.1942 года | Ленинградский фронт (Волховская группа войск)              | 8-я армия                                 | -                       | -          |
| 01.07.1942 года | Волховский фронт                                           | 8-я армия                                 | -                       | -          |
| 01.08.1942 года | Волховский фронт                                           | 8-я армия                                 | -                       | -          |
| 01.09.1942 года | Волховский фронт                                           | 8-я армия                                 | -                       | -          |
| 01.10.1942 года | Волховский фронт                                           | 2-я ударная армия                         | -                       | -          |
| 01.11.1942 года | Волховский фронт                                           | 8-я армия                                 | -                       | -          |
| 01.12.1942 года | Волховский фронт                                           | 8-я армия                                 | -                       | -          |
| 01.01.1943 года | Волховский фронт                                           | 2-я ударная армия                         | -                       | -          |
| 01.02.1943 года | Волховский фронт                                           | -                                         | -                       | -          |
| 01.03.1943 года | Волховский фронт                                           | 2-я ударная армия                         | -                       | -          |
| 01.04.1943 года | Волховский фронт                                           | 2-я ударная армия                         | -                       | -          |
| 01.05.1943 года | Ленинградский фронт                                        | 2-я ударная армия                         | -                       | -          |
| 01.06.1943 года | Ленинградский фронт                                        | 2-я ударная армия                         | -                       | -          |
| 01.07.1943 года | Ленинградский фронт                                        | 2-я ударная армия                         | 43-й стрелковый корпус  | -          |
| 01.08.1943 года | Ленинградский фронт                                        | 67-я армия                                | 43-й стрелковый корпус  | -          |
| 01.09.1943 года | Ленинградский фронт                                        | 67-я армия                                | 43-й стрелковый корпус  | -          |
| 01.10.1943 года | Ленинградский фронт                                        | 67-я армия                                | 43-й стрелковый корпус  | -          |
| 01.11.1943 года | Ленинградский фронт                                        | 67-я армия                                | -                       | -          |
| 01.12.1943 года | Ленинградский фронт                                        | 67-я армия                                | -                       | -          |
| 01.01.1944 года | Ленинградский фронт                                        | 67-я армия                                | 118-й стрелковый корпус | -          |
| 01.02.1944 года | Ленинградский фронт                                        | 42-я армия                                | 108-й стрелковый корпус | -          |
| 01.03.1944 года | Ленинградский фронт                                        | 42-я армия                                | 108-й стрелковый корпус | -          |
| 01.04.1944 года | Ленинградский фронт                                        | 42-я армия                                | 118-й стрелковый корпус | -          |
| 01.05.1944 года | 3-й Прибалтийский фронт                                    | 42-я армия                                | 14-й стрелковый корпус  | -          |
| 01.06.1944 года | 3-й Прибалтийский фронт                                    | 42-я армия                                | 14-й стрелковый корпус  | -          |
| 01.07.1944 года | 3-й Прибалтийский фронт                                    | 42-я армия                                | -                       | -          |
| 01.08.1944 года | 3-й Прибалтийский фронт                                    | 67-я армия                                | 119-й стрелковый корпус | -          |
| 01.09.1944 года | 3-й Прибалтийский фронт                                    | Группа войск Северного боевого участка    | 118-й стрелковый корпус | -          |
| 01.10.1944 года | Резерв Ставки ВГК                                          | -                                         | 118-й стрелковый корпус | -          |
| 01.11.1944 года | Резерв Ставки ВГК                                          | -                                         | 118-й стрелковый корпус | -          |
| 01.12.1944 года | Резерв Ставки ВГК                                          | -                                         | 118-й стрелковый корпус | -          |
| 01.01.1945 года | 1-й Украинский фронт                                       | 21-я армия                                | 118-й стрелковый корпус | -          |
| 01.02.1945 года | 1-й Украинский фронт                                       | 21-я армия                                | 118-й стрелковый корпус | -          |
| 01.03.1945 года | 1-й Украинский фронт                                       | 21-я армия                                | 117-й стрелковый корпус | -          |
| 01.04.1945 года | 1-й Украинский фронт                                       | 21-я армия                                | 118-й стрелковый корпус | -          |
| 01.05.1945 года | 1-й Украинский фронт                                       | 21-я армия                                | 118-й стрелковый корпус | -          |

## Командиры
- Зотов, Александр Семёнович (19.08.1939 — 26.07.1941), комбриг, с 4.06.1940 генерал-майор (попал в плен, освобождён из концлагеря Заксенхаузен в 1945 г.)
- Комаров, Фёдор Иванович (27.07.1941 — 16.12.1941), полковник
- Никитин, Иван Фёдорович (17.12.1941 — 11.03.1942), генерал-майор
- Сергеев, Леонид Гаврилович (12.03.1942 — 16.11.1942), полковник
- Пархоменко, Фёдор Назарович (17.11.1942 — 18.02.1943), генерал-майор
- Потапов, Павел Андреевич (19.02.1943 — 16.01.1944), полковник
- Лоскутов, Павел Карпович (18.01.1944 — 02.03.1944), полковник
- Лукьянов, Дмитрий Акимович (03.03.1944 — 22.08.1944), генерал-майор
- Долгов, Ефрем Игнатьевич (23.08.1944 — 11.05.1945), полковник

## Награды и наименования
| Награда (наименование)            | Дата                 | За что награждена |
| --------------------------------- | -------------------- | --- |
| Почётное наименование «Псковская» | 23 июля 1944 года    | присвоено приказом Верховного Главнокомандующего от 23 июля 1944 года за отличные боевые действия и массовый героизм воинов в боях за освобождение города Псков                                                                        |
| Орден Красного Знамени            | 19 февраля 1945 года | награждена указом Президиума Верховного Совета СССР от 19 февраля 1945 года за образцовое выполнение заданий командования в боях с немецкими захватчиками, за овладение городом Гинденбург и проявленные при этом доблесть и мужество. |

Награды частей дивизии:
- 374-й стрелковый Краснознаменный[7] полк
- 533-й стрелковый Одерский ордена Александра Невского[8] полк
- 741-й стрелковый ордена Александра Невского[9] полк
- 292-й артиллерийский ордена Александра Невского[8] полк
- 251-й отдельный истребительно-противотанковый Венский[10] ордена Александра Невского[11] дивизион

## Отличившиеся воины дивизии
| Награда | Ф. И. О.                     | Должность                                             | Звание            | Дата награждения | Примечания                                             |
| ------- | ---------------------------- | ----------------------------------------------------- | ----------------- | ---------------- | ------------------------------------------------------ |
| -       | Богдан, Яков Иванович        | командир стрелковой роты                              | старший лейтенант | -                | 12.01.1943 закрыл своим телом амбразуру пулемёта       |
|         | Гаврилов, Анатолий Андреевич | Артиллерийский мастер 741-го стрелкового полка        | старший сержант   | 23.04.1975       | дважды награждался 3-й степенью ордена, перенаграждён. |
|         | Евланов, Василий Алексеевич  | Командир взвода 119-й отдельной разведывательной роты | старший сержант   | 29.06.1945       |                                                        |
|         | Комекбаев, Таимбет           | командир отделения 533-го стрелкового полка           | младший сержант   | 10.04.1945       |                                                        |

Рядовой Николай Фёдорович Бадьев актер.

## Память
- Именем дивизии названа улица в Пскове